# Jaromír Schoř
Jaromír Schoř (12. června 1912 Tikovice – 1987 nebo 1992 Brno) byl český malíř, představitel československého socialistického realismu.

## Životopis
Vystudoval Akademii výtvarných umění v Praze v ateliéru figurální malby profesora Jakuba Obrovského, Karla Mináře a Vratislava Nechleby (1939, 1945–1949). V roce 1948 se v České Lípě seznámil s malířem Janem Čumpelíkem při realizaci zakázky pro závod Tatra. Čumpelík ho v roce 1950 spolu s Alenou Čermákovou přizval k vytvoření monumentálního obrazu, zakázky Ministerstva zemědělství, Díkuvzdání československého lidu generalissimu J. V. Stalinovi. Obraz byl veřejně představen o rok později na výstavě Československo-sovětského přátelství ve výtvarném umění, v rámci měsíce Československo-sovětského přátelství a 35. výročí Velké říjnové socialistické revoluce na Slovanském ostrově, pořádanou Ústředním svazem československých výtvarných umělců. Od výstavy je dílo nezvěstné. Po výstavě v roce 1953 nastoupil do Armádního výtvarného studia, jehož se stal společně s Janem Čumpelíkem zakládajícím členem.
Byl signatářem Anticharty.

## Dílo
Zaměřoval se na figurální malbu. V 50. letech tvořil v souladu s tehdy režimem prosazovaným socialistickým realismem. Studoval lidové typy na Valašsku a na Slovácku, později se soustředil na krajinomalbu s tatranskými a bělokarpatskými náměty. Maloval i portréty, akty a zátiší.
- Díkuvzdání československého lidu generalissimu J. V. Stalinovi (1951), 870×800, dílo nezvěstné
- Dukla (1964), 72×120, olej na plátně, Vojenský historický ústav[4]